# كاكيغوري توين
كاكيغوري توين (باليابانية:賭ケグルイ 双－ツイン)هي سلسلة مانغا يابانية من تأليف هومورا كاواموتو ورسم كي سايكي. تصدر في مجلة تابعة لغانغان كوميكس منذ سبتمبر 2015.